# 聖里塔 (聖巴巴拉省)
聖里塔（西班牙語：Santa Rita），是洪都拉斯的城鎮，位於該國西北部，由聖巴巴拉省負責管轄，始建於1900年10月22日，面積83.60平方公里，海拔高度364米，2001年人口3,147，人口密度每平方公里37.64人。
14°46′N 88°16′W / 14.767°N 88.267°W